# Palaemon serratus
Palaemon serratus är en kräftdjursart som först beskrevs av Thomas Pennant 1777.  Palaemon serratus ingår i släktet Palaemon och familjen Palaemonidae. Arten har ej påträffats i Sverige. Inga underarter finns listade i Catalogue of Life.

## Bildgalleri

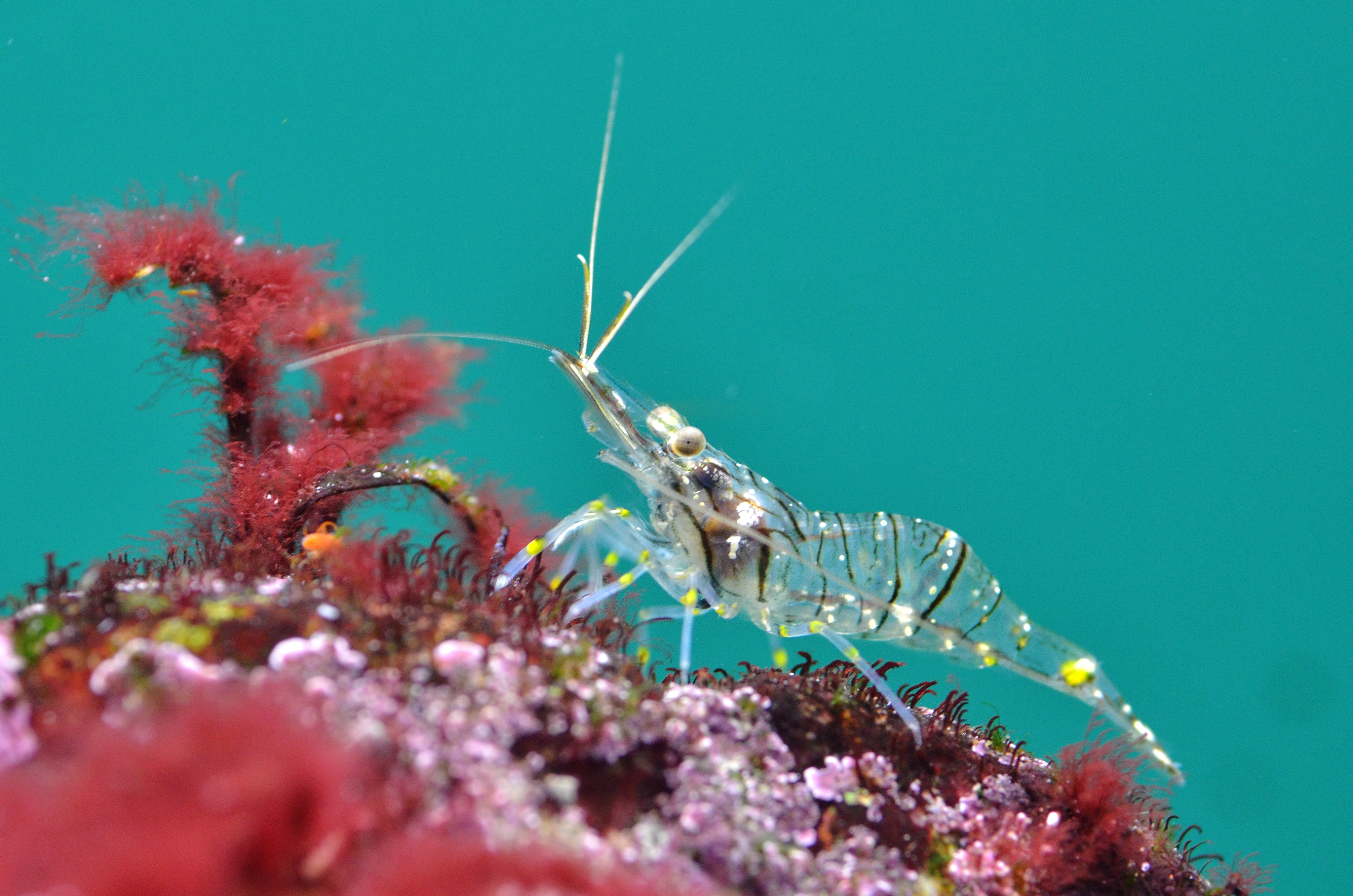
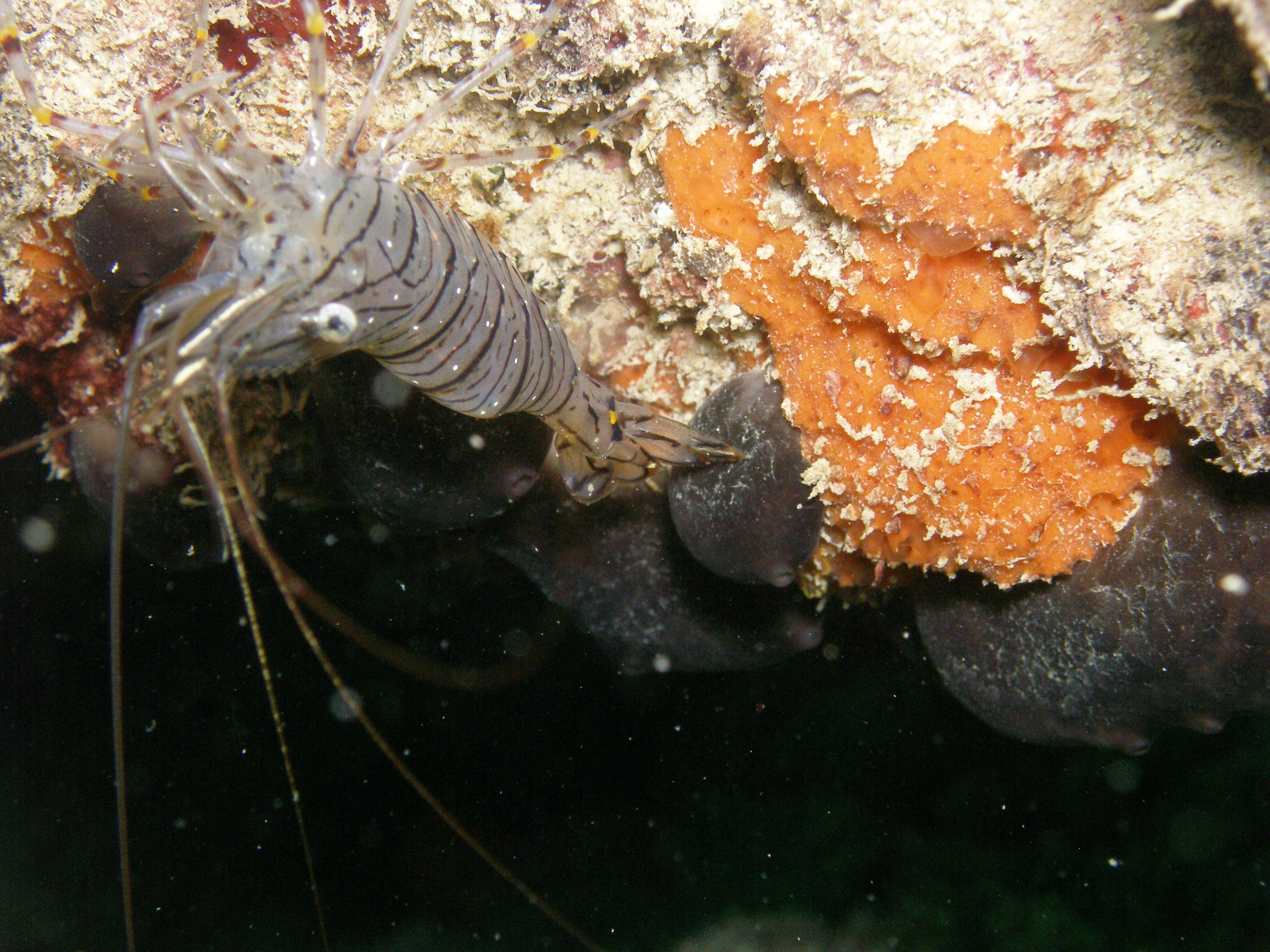
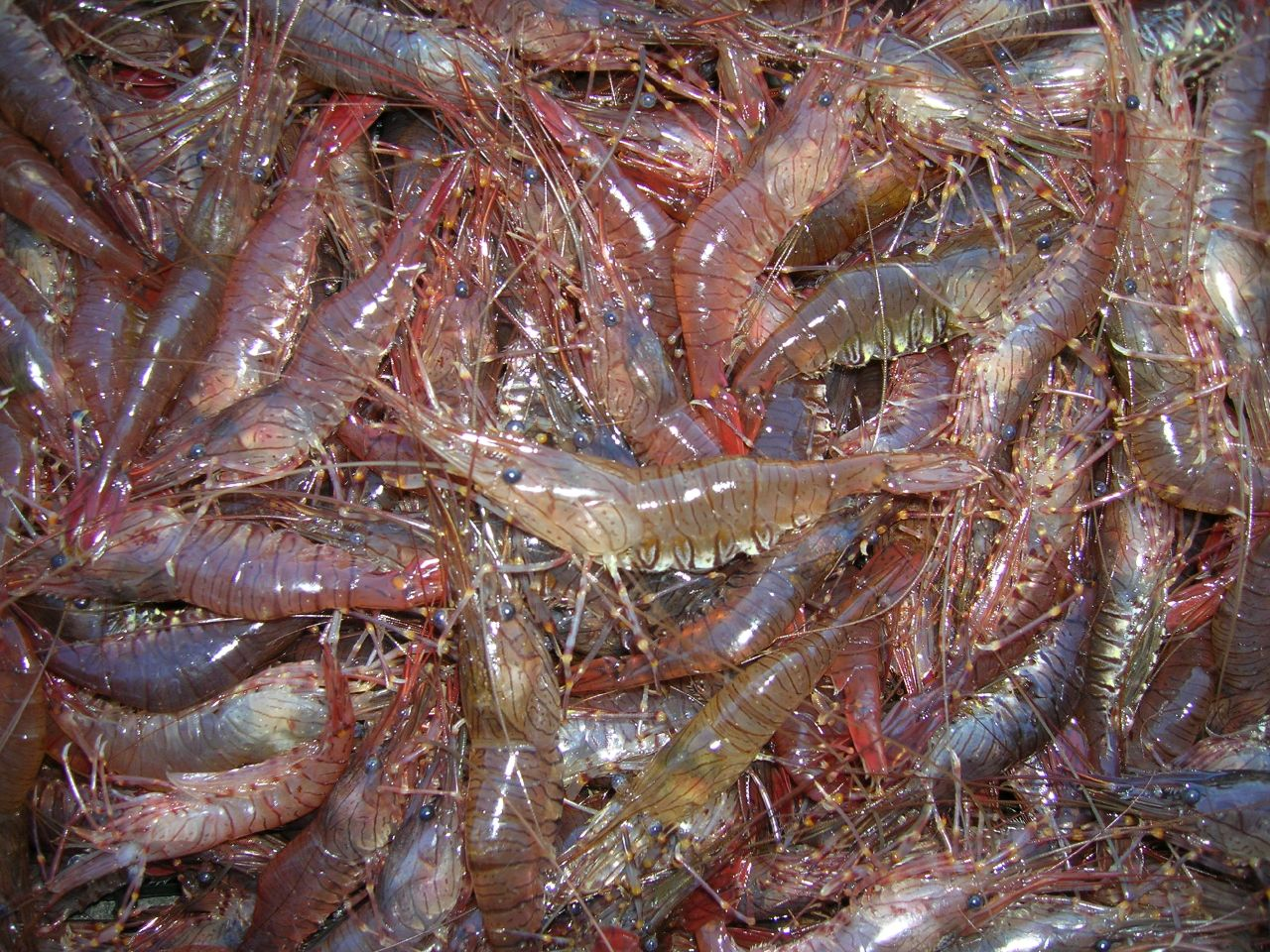
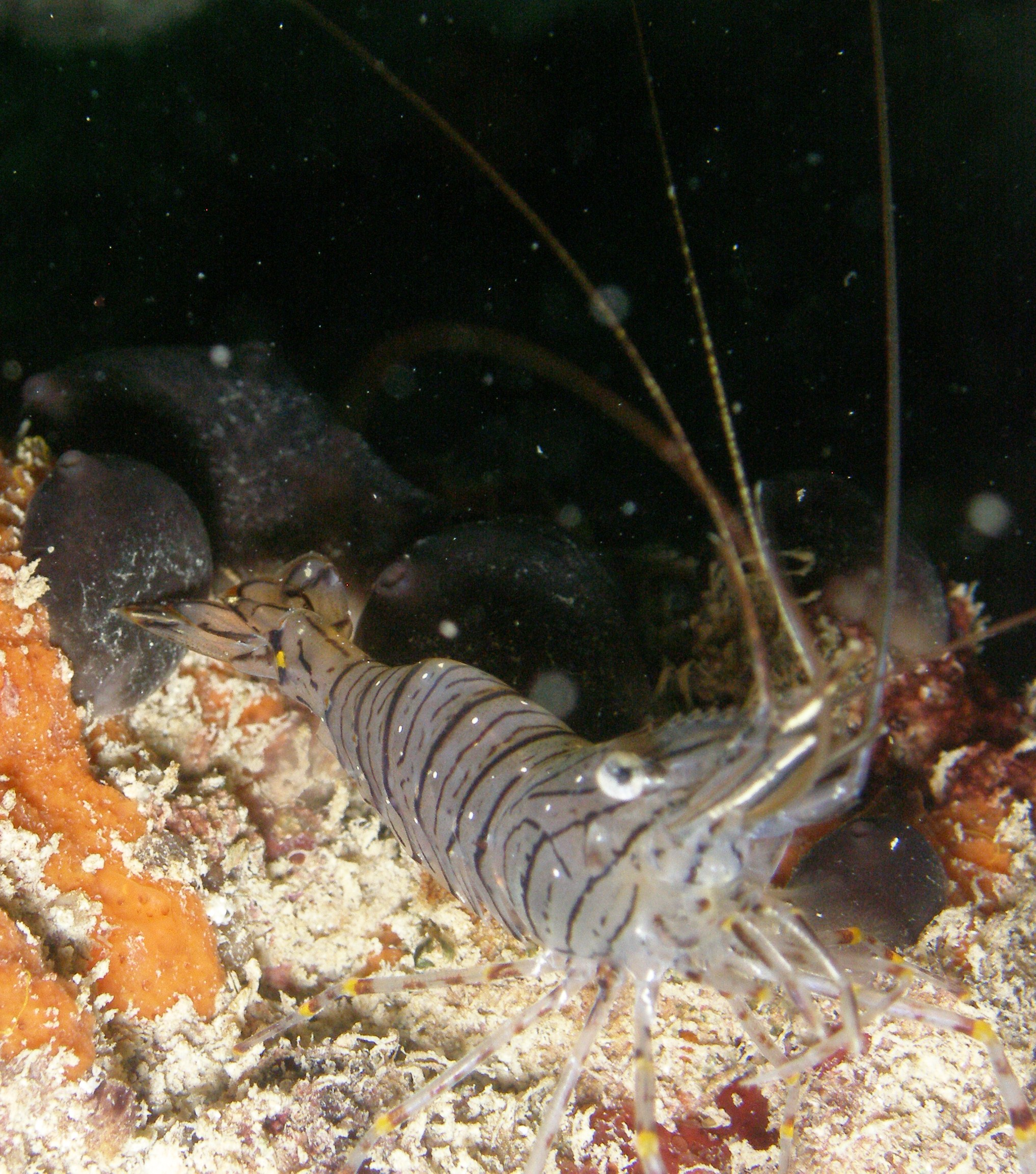